# Famille t'Kint
 (janvier 2021).
Si vous disposez d'ouvrages ou d'articles de référence ou si vous connaissez des sites web de qualité traitant du thème abordé ici, merci de compléter l'article en donnant les références utiles à sa vérifiabilité et en les liant à la section « Notes et références ».
Pour l’article homonyme, voir Lignage Roodenbeke.
La famille t'Kint est une famille subsistante de la noblesse belge, issue des anciens Lignages de Bruxelles du temps de l'Ancien Régime. Appartenant à l'ancienne bourgeoisie manufacturière, elle est originaire de Baardegem, dans le comté de Flandre, 
Cette famille était particulièrement active au XVIIIe siècle dans le négoce de la laine et la fabrication de draps. Au XIXe siècle, héritière de la manufacture de dentelles de la famille Van der Borcht, Anne-Marie Vander Borcht (1773-1829), épouse de Jacques-Dominique t'Kint, s'associa avec sa sœur Marie Magdeleine Vander Borcht, épouse de Henri-Joseph Meeûs, pour poursuivre l'activité de cette brillante entreprise située rue des Dominicains[réf. nécessaire].
Plusieurs de ses membres ont été doyens des corporations ou ont exercé des charges publiques de conseiller ou second bourgmestre en tant que membres des Nations de Bruxelles, ou d'échevin en tant que membre des Lignages de Bruxelles.
Les t'Kint descendent du lignage de Bruxelles Roodenbeke par le mariage de Jean t'Kint (+ 1486) avec Catherine van der Meeren, issue du lignage Roodenbeke.
Certains d'entre eux ont été admis au sein des Lignages de Bruxelles et ont été anoblis dès le XVIIIe siècle.

## Membres de cette famille
- Jacques-Dominique t'Kint (1757-1827), jurisconsulte bruxellois et avocat au Conseil de Brabant
- Henri comte t'Kint de Roodenbeke-de Naeyer (1817-1900), homme d'État belge
- Comte Arnold t'Kint de Roodenbeke (1853-1928), fils du précédent, diplomate et homme d'État belge
- Jacques t'Kint (1904-1986), bourgmestre de Wolvertem et généalogiste.  Il fut l'auteur d'une étude sur les de Villegas de Bruges et participa à l'étude sur les descendants de Rubens.

## Alliances
Les principales alliances de la famille t'Kint sont : van der Borcht (1796), de Borja de Silva y Borchgrave d'Altena, Ellinckhuyzen, van der Meeren, Orban, de Villegas de Clercamp, Peers de Nieuwburgh, Le Grelle, Gendebien, etc.